# Awaji Yumebutai

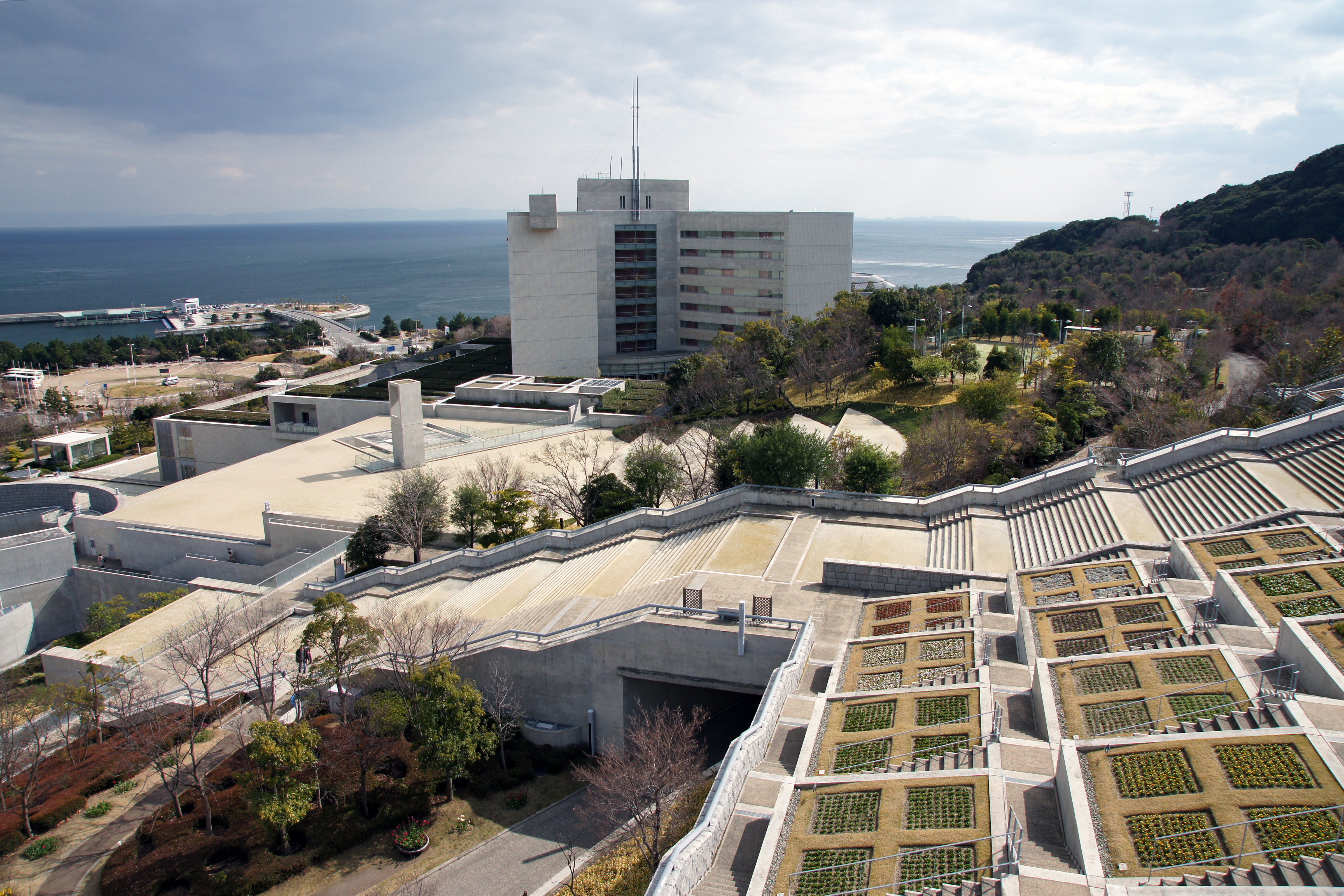
Awaji Yumebutai met op de achtergrond het bijbehorende Westin Awaji Island Hotel.

Awaji Yumebutai (Japans: 淡路夢舞台) is een hotel en conferentiecentrum in de Japanse plaats Awaji. Het complex bevat ook een herdenkingsplek voor de aardbeving van Kobe in 1995, een plantkundig museum en een openluchttheater en beslaat een oppervlakte van 21,5 hectare. De gebouwen worden met elkaar verbonden door een netwerk van paden, binnenplaatsen, terrassen, trappen en fonteinen. Steeds terugkerende vormen zijn cirkels, ovalen en rechthoeken. De bodems van de vele waterpartijen zijn bedekt met ingemetselde schelpen.
Awaji Yumebutai is ontworpen door de Japanse architect Tadao Ando en werd gebouwd in de periode 1995 - 2003. Het complex ligt op een voormalige zandafgraving die gebruikt werd voor de aanleg van de naburige Internationale Luchthaven Kansai. De naam Yumebutai betekent zoiets als Een podium voor dromen.